# Коттвайлер-Шванден
Коттвайлер-Шванден (нім. Kottweiler-Schwanden) — громада в Німеччині, розташована в землі Рейнланд-Пфальц. Входить до складу району Кайзерслаутерн. Складова частина об'єднання громад Рамштайн-Мізенбах.
Площа — 7,61 км2. Населення становить 1221 ос. (станом на 31 грудня 2020).